# Noriyoshi Sakai
Pour les articles homonymes, voir Sakai.
Noriyoshi Sakai (酒井 宣福, Sakai Noriyoshi) est un footballeur japonais né le 9 novembre 1992 à Sanjō. Il évolue au poste de milieu de terrain défensif.

## Biographie
Avec le club de l'Avispa Fukuoka, inscrit 14 buts en deuxième division japonaise, en deux saisons.